# Anthaxia lgockii
Anthaxia lgockii es una especie de escarabajo del género Anthaxia, familia Buprestidae. Fue descrita científicamente por Obenberger en 1917.